# Дессау-Рослау
Дессау-Рослау (нем. Dessau-Roßlau) — город земельного подчинения («внерайонный город»), расположенный в земле Саксония-Анхальт в Германии. Образован 1 июля 2007 года путём слияния городов Дессау и Рослау. Является третьим по количеству жителей городом Саксонии-Анхальт после Халле и Магдебурга.

## История
Город был образован в ходе административных реформ в Саксонии-Анхальт, проведённых в 2007 году.
Город состоит из двух округов и 25 районов. Районы 1-21 соответствуют бывшему городу Дессау, районы 22-25 — бывшему городу Рослау. В ходе обсуждения также предполагалось включить Квеллендорф в черту нового города, однако от этих планов позднее отказались. В 1935—1946 годы город Рослау уже включался в состав города Дессау, однако затем снова выходил из его состава. Однако в ходе реформы 2007 года впервые был фактически создан новый город с новым названием.
3 октября 2020 года, по случаю 30 годовщины объединения Германии в городе был открыт памятник Михаилу Горбачёву

## Города-побратимы
Побратимские отношения существуют со следующими городами:
- Аржантей, Франция, 1959 год.
- Клагенфурт-ам-Вёртерзее, Австрия, 1971 г.
- Людвигсхафен-на-Рейне, Германия, 1988 г.
- Иббенбюрен, Германия, 1990 г.
- Гливице, Польша, 1992 г.
- Неменчине, Литва, 1995 г.
- Роуднице-над-Лабем, Чехия, 2004 г.